# SV Stuttgarter Kickers
SV Stuttgarter Kickers is een Duitse voetbalclub uit Stuttgart, gesticht in 1899. Aanvankelijk was dit de grote club van Stuttgart en tot 1960 speelde de club op enkele seizoenen na in de hoogste speelklasse. Hierna speelde de club enkel nog in 1988/89 en 1991/92 in de hoogste klasse. Na degradatie in 2001 was de club actief op het derde niveau tot 2009 toen de club voor het eerst naar de vierde klasse degradeerde.

## Geschiedenis

### Zuid-Duitse Bond
De club werd op 21 september 1899 opgericht door 21 mannen, van wie de meesten zich afgesplitst hadden van Cannstatter Fußball-Club. Deze club kon niet meer op zijn eigen terreinen spelen, zodat de leden een nieuwe club stichtten. De club heette FC Stuttgarter Cickers en er werd uitdrukkelijk vermeld dat er geen rugby gespeeld zou worden, zoals dat bij andere naburige clubs wel het geval was, wel kwam er naast voetbal een atletieksectie. De kleuren werden blauw-wit en het clublogo werd door een professor ontworpen voor 300 Goldmarken. Toch waren er nog leden die ook graag rugby zouden spelen. Toen dit op de algemene vergadering in 1902 opnieuw afgewezen werd, verlieten zij de club en sloten zich aan bij Stuttgarter FV 1893, een voorloper van het huidige VfB Stuttgart. Hier liggen de wortels van de nog steeds bestaande rivaliteit tussen de twee grote clubs. Op 8 juli 1900 waren de Cickers de eerste club van de stad die zich aansloot bij de Zuid-Duitse voetbalbond. Wedstrijden werden tot 1905 gespeeld op de Stöckachplatz. De club speelde in de Zwabische competitie en won deze van 1902 tot 1908. De club nam deel aan de Zuid-Duitse eindronde in 1902 en werd meteen uitgeschakeld door 1. FC Pforzheim. Het volgende seizoen bereikte de club de halve finale en kreeg daar een 7:0 pandoering van Karlsruher FV. Ook de volgende jaren gooide deze club roet in het eten van de ambities van de club. In 1907/08 werd de club groepswinnaar in de eindronde en ging naar de finalegroep met 1. FC Nürnberg, 1. Hanauer FC 93 en FC Pfalz Ludwigshafen. De Kickers wonnen alle wedstrijden en werden voor het eerst Zuid-Duits kampioen werden. De club mocht nu aantreden in de eindronde om de landstitel. De club moest het in de eerste ronde opnemen tegen de verdedigende landskampioen Freiburger FC. De club verloor met 0:1, echter werd de uitslag geannuleerd door de voetbalbond, omdat de Freiburgse spelers het veld vroegtijdig verlaten hadden, uit protest tegen een scheidsrechterlijke beslissing na een protest van de Kickers. De replay werd door de Kickers met 2:5 gewonnen en de club nam het in de halve finale op tegen Duisburger SpV dat met 5:1 aan de kant gezet werd. Op 7 juni 1908 speelde de club op het veld van Germania Berlin tegen Berliner TuFC Viktoria 1889 en verloor met 3:1. Het volgende seizoen kreeg de club concurrentie in de Südkreisliga nadat de competities van Midden-Baden en Opperrijn bij die van Zwaben gevoegd werden. Karlsruher FV en Karlsruher FC Phönix zwaaiden nu de scepter, maar de Kickers eindigden wel steevast in de subtop. In 1912/13 eindigde de club samen met Pforzheim op de eerste plaats en won de play-off om de titel met 2:0. In de Zuid-Duitse finalegroep met Frankfurter FV 1899, VfR Mannheim en SpVgg Fürth trok de club ook aan het langste eind en plaatste zich zo opnieuw voor de nationale eindronde, waar de club in de eerste ronde verloor van Duisburger SpV. Het volgende seizoen bereikte de club opnieuw de Zuid-Duitse finale, met dezelfde drie clubs als vorig jaar maar eindigde nu slechts derde. Door het uitbreken van de Eerste Wereldoorlog werd in 1914 geen competitie gespeeld. Er kwam wel een bekercompetitie om de Eisernen Fußball. Clubs uit Stuttgart bundelden de krachten en speelden onder de naam FV Die Blaue Elf. Na één seizoen werd de competitie hervat. In de halve finale van het 1916/17 maaide de club Pforzheim met 10:0 van het veld en in de finale om de Südkreistitel werd Straßburger FV met 10:3 verslagen. In de finaleronde met FSV Frankfurt, SpVgg Fürth en Pfalz Ludwigshafen werd de club glansrijk de winnaar, er was echter geen verdere eindronde om de landstitel. Door de perikelen in de oorlog kon de club de volgende twee seizoenen geen elftal opstellen.
Na de oorlog werd de competitie geherstructureerd door de Zuid-Duitse bond. De Kickers gingen nu in de Württembergse competitie spelen. In het eerste seizoen moest de club de titel laten aan Stuttgarter SC, maar het volgende seizoen werden de Kickers terug kampioen. In de Zuid-Duitse eindronde werden de kampioenen over drie groepen verdeeld en Stuttgart werd laatste in groep Zuid. In 1920 had de club de naam gewijzigd in SV Stuttgarter Kickers. De club speelde in deze tijd ook vriendschappelijke wedstrijden tegen onder andere MTK Boedapest (1:1) en SK Rapid Wien (2:1), in deze tijd de betere clubs op het Europese vasteland. In 1921 herstructureerde de bond de competitie opnieuw en enkele competities werden samengevoegd. De Kickers gingen nu in de Württemberg-Badense competitie spelen, die de eerste twee jaar uit vier reeksen bestond maar telkens gehalveerd werd. De Kickers wonnen hun reeks en speelden voor de Württembergse titel tegen de Stuttgarter Sportfreunde en verloor. Het volgende seizoen was er één reeks voor Württemberg, gewonnen door de Kickers, maar tegen de Badense kampioen Pforzheim verloren ze opnieuw. Vanaf 1923 was er één reeks. De Kickers eindigden samen met Freiburger FC op de eerste plaats en wonnen nu wel de play-off om de titel. In de eindronde speelden de zes deelnemers in groepsfase en de Kickers werden derde. Het volgende seizoen kwam een gelijkaardig scenario, al werd de club nu vierde in de eindronde. Na twee subtopplaatsen draaide de bond de fusie tussen de competities terug en gingen de Kickers weer in de Württembergse competitie spelen. In het eerste seizoen werd de club kampioen en in het tweede seizoen tweede. Beide keren kon de club geen potten breken in de eindronde. In 1929/30 volgde een van de slechtste seizoenen uit de geschiedenis, toen ze zesde op acht clubs werden en een negatief doelsaldo hadden. Het volgende seizoen kon de club na een gedeelde tweede plaats wel weer de eindronde spelen maar maakte ook nu geen furore. Na nog een zevende plaats eindigde de club in 1932/33 samen met FV Union 08 Böckingen op de eerste plaats. De Kickers wonnen de play-off om de titel en werden in de eindronde vierde.

### Gauliga
In 1933 kwam de NSDAP aan de macht in Duitsland. Zij reorganiseerden het hele voetbal in het Derde Rijk. De Zuid-Duitse bond werd ontbonden en de meer dan 80 competities die het land rijk was, werden vervangen door 16 Gauliga's. Voor de clubs uit Zuid-Duitsland veranderde minder dan voor andere clubs en de Kickers gingen in de Gauliga Württemberg spelen. De Kickers steunden de nieuwe machthebbers openlijk en alle joden werden uit de vereniging gesloten. In het eerste seizoen eindigde de club opnieuw met Böckingen bovenaan, maar verloor deze keer de strijd om de titel. Na nog een derde plaats het volgende seizoen werd de club in 1935/36 kampioen. In de eindronde om de landstitel speelde de club in een groep met 1. FC Nürnberg, Wormatia Worms en 1. SV Jena en werd laatste. Stadsrivaal VfB Stuttgart trad nu ook voor het eerst echt in de schijnwerpers en werd twee keer op rij kampioen, terwijl de Kickers vijfde en tweede werden.
Een nieuwe titel volgde in 1938/39. In de eindronde werd de club ingedeeld in een groep met SK Admira Wien, VfR Mannheim en SV Dessau 05. Na een 6:2 nederlaag in Wenen won de club de volgende drie wedstrijden, waarbij Edmund Conen acht keer scoorde. Op de voorlaatste speeldag trad de club opnieuw tegen Admira aan en thuis daagden er 70.000 toeschouwers op. Duizenden geraakten niet in het stadion. De wedstrijd eindigde in een gelijkspel en de Kickers hadden op de laatste speeldag genoeg aan een gelijkspel tegen Dessau om door te stoten naar de halve finale, maar verloren met 1:0. Daardoor ging Admira, dat evenveel punten telde, door met een beter doelquotiënt. De Gauliga werd het volgende seizoen in twee groepen gedeeld, waarvan de eerste twee plaatsen in een finalegroep mochten aantreden. In de finalegroep, die volledig uit Stuttgartse clubs bestond, werden de Kickers andermaal kampioen. In de eindronde begon de club met overwinningen op Waldhof 07 en Kickers Offenbach, maar verloor de volgende drie wedstrijden. Op de laatste speeldag wonnen de Kickers nog van Nürnberg en haalden ze een derde plaats.
In 1940/41 was er opnieuw één reeks en de Kickers behaalden een derde opeenvolgende titel, met twee punten voorsprong op rivaal VfB. In de eindronde speelde de club gelijk tegen TSV 1860 München en SK Rapid Wien en won tegen VfL Neckarau maar verloor de terugwedstrijden telkens en werd opnieuw derde. Na een nieuwe oppermachtige titel in de Gauliga trad de club in de geherstructureerde eindronde aan tegen SG SS Straßburg en werd met 2:0 uitgeschakeld. De hegemonie van de Kickers werd het volgende jaar doorbroken door VfB, al haalde die club de titel louter door een beter doelsaldo. In 1943/44 won SV Göppingen, met één punt voorsprong op de Kickers de titel. Het laatste Gauliga-seizoen werd niet voltooid. Omdat het moeilijk werd om elftallen op te stellen, gingen veel clubs een tijdelijke fusie aan, een Kriegsspielgemeinschaft (KSG). De Kickers speelden samen met de Sportfreunde, maar na zes speeldagen werd de competitie afgebroken.

### Naoorlogse periode
Na de oorlog werd de Oberliga Süd gesticht. De club werd derde en zevende in de eerste seizoenen, toen in andere delen van het land nog niet overal een reguliere competitie was. Vanaf 1947 waren er vijf Oberliga's en ook een eindronde om de titel. Met een derde plaats in 1947/48 misten de Kickers op een haar na de eindronde. Twee jaar later volgde de ontnuchtering. In het jaar dat rivaal VfB voor het eerst landskampioen werd moesten de Kickers voor het eerst naar de tweede klasse. In de II. Division werden de Kickers met overmacht kampioen. In de laatste wedstrijd tegen VfL Konstanz scoorde Siegfried Kronenbitter zes keer in één wedstrijd, een clubrecord, het werd 10:1 en een onmiddellijke terugkeer bij de elite. De volgende jaren eindigde de club steeds in de middenmoot, twee keer lukte het om de degradatie op het nippertje vermijden door een beter doelquotiënt, maar in 1957/58 degradeerde de club opnieuw. Ook nu kon de club meteen terugkeren maar het behoud kon niet verzekerd worden.

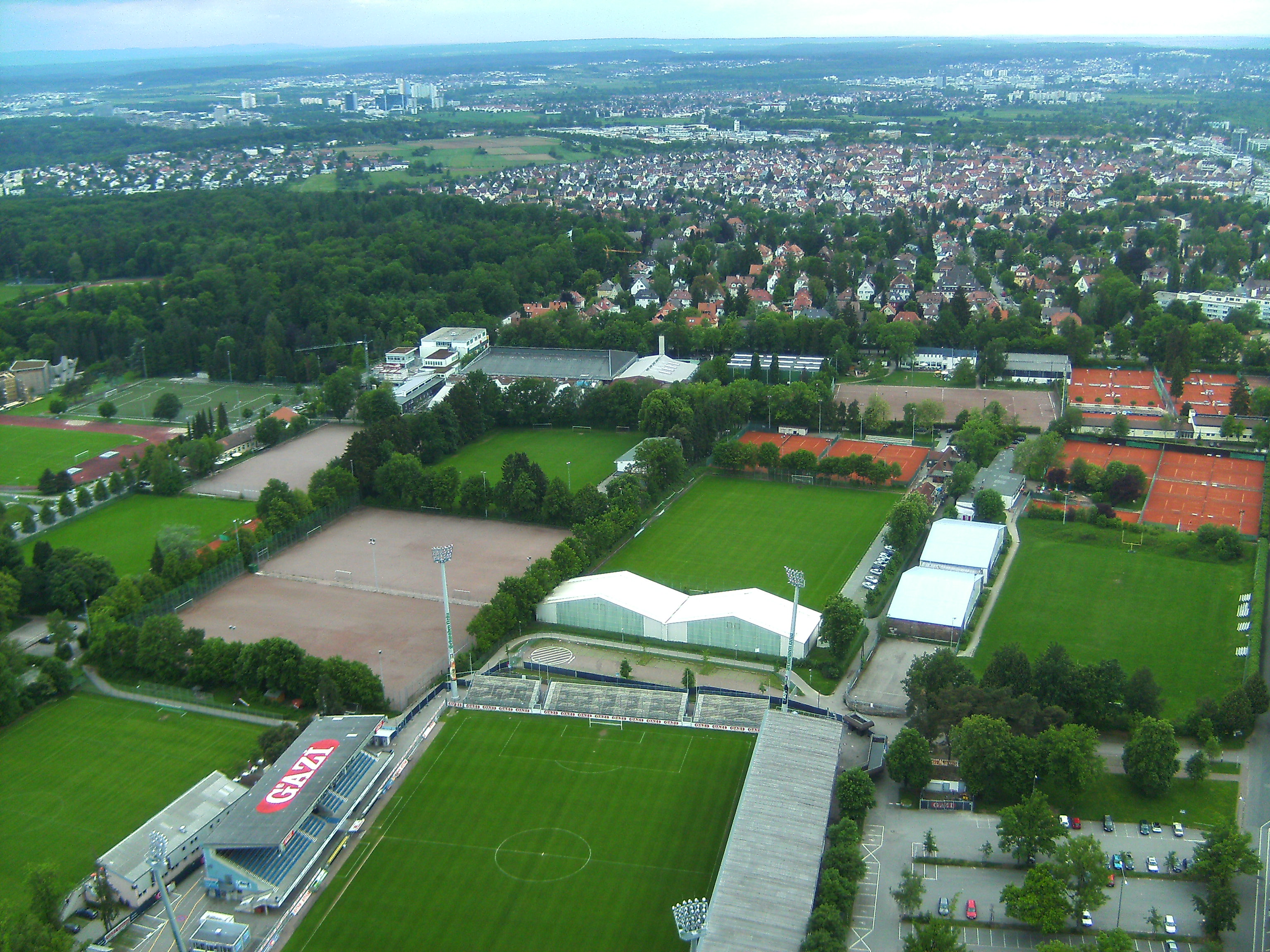
2009: een deel van het sportcomplex rond het clubstadion, gezien vanaf de Stuttgarter televisietoren. Op de voorgrond het hoofdveld.

Na een middelmatig seizoen in 1961 dreigde in 1962 een nieuwe degradatie. Pas in de laatste speelminuten tegen Viktoria Aschaffenburg kon degradatie vermeden worden. Het volgende seizoen werd erg belangrijk omdat de Bundesliga vanaf 1963 ingevoerd zou worden. Enkel de negen beste teams plaatsten zich voor de nieuwe Regionalliga Süd, die nu als derde klasse ging fungeren. Met een nieuw team plaatsten de Kickers zich hiervoor met een zesde plaats. De club werd in het eerste seizoen slechts veertiende, maar draaide de volgende jaren goed mee in de subtop. In 1974 werd de Regionalliga vervangen door de 2. Bundesliga, waarvoor de club zich kwalificeerde. Na twee zestiende plaatsen eindigde de club de volgende jaren in de top tien.
In het seizoen 1986-87 wist SV Stuttgarter Kickers door te dringen tot de finale van de strijd om de DFB-Pokal. In de eindstrijd, gespeeld op zaterdag 20 juni 1987 in het Olympiastadion in Berlijn, verloor de ploeg van trainer-coach Dieter Renner met 3-1 van Hamburger SV door treffers van Dietmar Beiersdorfer, Manfred Kaltz en Niels Schlotterbeck. Namens SV Stuttgarter Kickers opende Dirk Kurtenbach in de 13de minuut de score.
In het seizoen 1988-89 promoveerde de club voor de eerste keer naar de Bundesliga, maar degradeerde weer onmiddellijk. De club kreeg een tweede kans in de eerste klasse in het seizoen 1991-92 maar ook nu degradeerde de club.
Na twee seizoenen ging de club zelfs naar de derde klasse, maar na een tweede en eerste plaats kon de club opnieuw aansluiten in de tweede klasse. In 2001 degradeerde de club opnieuw naar derde klasse waar tot 2009 speelde. In 2012 promoveerde de club terug naar de 3. Liga en speelde daar tot 2016. In 2018 degradeerde de club naar de Oberliga.
De Kickers hebben ook een handbal-, atletiek-, tafeltennis- en cheerleadingafdeling.

## Erelijst
- Kampioen Zwaben

1902, 1903, 1904, 1905, 1906, 1907, 1908
- Kampioen Zuid-Duitsland

1908, 1913, 1917
- Kampioen Württemberg

1922, 1923, 1928, 1933
- Kampioen Württemberg-Baden

1924, 1925
- Gauliga Württemberg

1936, 1939, 1940, 1941, 1942

## Overzichtslijsten
| Niveau | Aantal | Periode (1945-2025)                                              |
| ------ | ------ | ---------------------------------------------------------------- |
| I      | 15     | 1945-1950, 1951-1958, 1959-1960, 1988-1989, 1991-1992            |
| II     | 39     | 1950-1951, 1958-1959, 1960-1988, 1989-1991, 1992-1994, 1996-2001 |
| III    | 14     | 1994-1996, 2001-2009, 2012-2016                                  |
| IV     | 7      | 2009-2012, 2016-2018, 2023-....                                  |
| V      | 5      | 2018-2023                                                        |

### Rangschikkingen 1923-1963
| - 1923/24 - Bezirksliga Württemberg/Baden (1ste plaats) - 1924/25 - Bezirksliga Württemberg/Baden (1ste plaats) - 1925/26 - Bezirksliga Württemberg/Baden (4de plaats) - 1926/27 - Bezirksliga Württemberg/Baden (3de plaats) - 1927/28 - Bezirksliga Württemberg/Baden Gruppe Würt. (1ste plaats) - 1928/29 - Bezirksliga Württemberg/Baden Gruppe Würt. (2de plaats) - 1929/30 - Bezirksliga Württemberg/Baden Gruppe Würt. (6de plaats) - 1930/31 - Bezirksliga Württemberg/Baden Gruppe Würt. (3de plaats) - 1931/32 - Bezirksliga Württemberg/Baden Gruppe Würt. (7de plaats) - 1932/33 - Bezirksliga Württemberg/Baden Gruppe Würt. (1ste plaats) - 1933/34 - Gauliga Württemberg (2de plaats) - 1934/35 - Gauliga Württemberg (3de plaats) - 1935/36 - Gauliga Württemberg (1ste plaats) - 1936/37 - Gauliga Württemberg (5de plaats) - 1937/38 - Gauliga Württemberg (2de plaats) - 1938/39 - Gauliga Württemberg (1ste plaats) - 1939/40 - Gauliga Württemberg Staffel II (1ste plaats) - 1940/41 - Gauliga Württemberg (1ste plaats) - 1941/42 - Gauliga Württemberg (1ste plaats) - 1942/43 - Gauliga Württemberg (3de plaats) | - 1943/44 - Gauliga Württemberg (2de plaats) - 1944/45 - Gauliga Württemberg Gruppe II (3de plaats) - 1945/46 - Oberliga Süd (3de plaats) - 1946/47 - Oberliga Süd (7de plaats) - 1947/48 - Oberliga Süd (3de plaats) - 1948/49 - Oberliga Süd (8ste plaats) - 1949/50 - Oberliga Süd (16de plaats) - 1950/51 - 2. Oberliga Süd (1ste plaats) - 1951/52 - Oberliga Süd (12de plaats) - 1952/53 - Oberliga Süd (14de plaats) - 1953/54 - Oberliga Süd (14de plaats) - 1954/55 - Oberliga Süd (11de plaats) - 1955/56 - Oberliga Süd (14de plaats) - 1956/57 - Oberliga Süd (14de plaats) - 1957/58 - Oberliga Süd (16de plaats) - 1958/59 - 2. Oberliga Süd (1ste plaats) - 1959/60 - Oberliga Süd (16de plaats) - 1960/61 - 2. Oberliga Süd (8ste plaats) - 1961/62 - 2. Oberliga Süd (14de plaats) - 1962/63 - 2. Oberliga Süd (6de plaats) |

### Eindklasseringen vanaf 1964 (grafisch)
- 1964 14e
Regionalliga
- 1965 7e
Regionalliga
- 1966 5e
Regionalliga
- 1967 4e
Regionalliga
- 1968 4e
Regionalliga
- 1969 4e
Regionalliga
- 1970 12e
Regionalliga
- 1971 10e
Regionalliga
- 1972 11e
Regionalliga
- 1973 8e
Regionalliga
- 1974 6e
Regionalliga
- 1975 16e
2. Bundesliga
- 1976 16e
2. Bundesliga
- 1977 10e
2. Bundesliga
- 1978 10e
2. Bundesliga
- 1979 9e
2. Bundesliga
- 1980 3e
2. Bundesliga
- 1981 3e
2. Bundesliga
- 1982 7e
2. Bundesliga
- 1983 5e
2. Bundesliga
- 1984 8e
2. Bundesliga
- 1985 9e
2. Bundesliga
- 1986 6e
2. Bundesliga
- 1987 7e
2. Bundesliga
- 1988 1e
2. Bundesliga
- 1989 17e
Bundesliga
- 1990 4e
2. Bundesliga
- 1991 3e
2. Bundesliga
- 1992 17e
Bundesliga
- 1993 15e
2. Bundesliga
- 1994 16e
2. Bundesliga
- 1995 2e
Regionalliga
- 1996 1e
Regionalliga
- 1997 5e
2. Bundesliga
- 1998 12e
2. Bundesliga
- 1999 13e
2. Bundesliga
- 2000 14e
2. Bundesliga
- 2001 17e
2. Bundesliga
- 2002 12e
Regionalliga
- 2003 15e
Regionalliga
- 2004 9e
Regionalliga
- 2005 9e
Regionalliga
- 2006 8e
Regionalliga
- 2007 4e
Regionalliga
- 2008 10e
Regionalliga
- 2009 20e
3. Liga
- 2010 9e
Regionalliga
- 2011 2e
Regionalliga
- 2012 1e
Regionalliga
- 2013 17e
3. Liga
- 2014 8e
3. Liga
- 2015 4e
3. Liga
- 2016 18e
3. Liga
- 2017 13e
Regionalliga
- 2018 17e
Regionalliga
- 2019 2e
Oberliga
- 2020 3e
Oberliga
- 2021
Oberliga
- 2022 2e
Oberliga
- 2023 1e
Oberliga
- 2024 2e
Regionalliga
- 2025 5e
Regionalliga

- Niveau 1
- Niveau 2
- Niveau 3
- Niveau 4
- Niveau 5

| Legenda niveautijdlijn | Legenda niveautijdlijn      | Legenda niveautijdlijn      | Legenda niveautijdlijn      | Legenda niveautijdlijn    | Legenda niveautijdlijn |
| Liga                   | Seizoen 1963/64 t/m 1973/74 | Seizoen 1974/75 t/m 1993/94 | Seizoen 1994/95 t/m 2007/08 | Seizoen 2008/09 tot heden | Opmerking              |
| ---------------------- | --------------------------- | --------------------------- | --------------------------- | ------------------------- | ---------------------- |
| Bundesliga             | Niveau I                    | Niveau I                    | Niveau I                    | Niveau I                  |                        |
| 2. Bundesliga          | --                          | Niveau II                   | Niveau II                   | Niveau II                 |                        |
| 3. Liga                | --                          | --                          | --                          | Niveau III                |                        |
| Regionalliga           | Niveau II                   | --                          | Niveau III                  | Niveau IV                 |                        |
| Oberliga               | --                          | Niveau III *                | Niveau IV                   | Niveau V                  | * vanaf 1978/79        |

### Eindklasseringen vanaf 1964
| Seizoen | Competitie                 | Niveau | Eindstand | DFB Pokal    | Opmerking |
| ------- | -------------------------- | ------ | --------- | ------------ | --- |
| 1963/64 | Regionalliga Süd           | II     | 14        | 1e ronde     | < SV Phönix 03 Ludwigshafen: 0-3                                                                                      |
| 1964/65 | Regionalliga Süd           | II     | 7         | --           | |
| 1965/66 | Regionalliga Süd           | II     | 5         | --           | |
| 1966/67 | Regionalliga Süd           | II     | 4         | 1e ronde     | < SpVgg Erkenschwick: 0-1                                                                                             |
| 1967/68 | Regionalliga Süd           | II     | 4         | --           | |
| 1968/69 | Regionalliga Süd           | II     | 4         | --           | |
| 1969/70 | Regionalliga Süd           | II     | 12        | --           | |
| 1970/71 | Regionalliga Süd           | II     | 10        | --           | |
| 1971/72 | Regionalliga Süd           | II     | 11        | --           | |
| 1972/73 | Regionalliga Süd           | II     | 8         | 1e ronde     | < Eintracht Braunschweig: 1-1 / 1-5                                                                                   |
| 1973/74 | Regionalliga Süd           | II     | 6         | --           | |
| 1974/75 | 2. Bundesliga#Süd          | II     | 16        | 1e ronde     | < SC Viktoria Köln: 0-4                                                                                               |
| 1975/76 | 2. Bundesliga#Süd          | II     | 16        | 3e ronde     | < Hertha BSC: 1-3 |
| 1976/77 | 2. Bundesliga#Süd          | II     | 10        | 2e ronde     | < 1. FC Kaiserslautern: 1-1 / 1-3                                                                                     |
| 1977/78 | 2. Bundesliga#Süd          | II     | 10        | 2e ronde     | < Eintracht Braunschweig: 1-3                                                                                         |
| 1978/79 | 2. Bundesliga#Süd          | II     | 9         | 1e ronde     | < Fortuna Düsseldorf: 2-7                                                                                             |
| 1979/80 | 2. Bundesliga#Süd          | II     | 3         | 8e finale    | < Kickers Offenbach: 2-5                                                                                              |
| 1980/81 | 2. Bundesliga#Süd          | II     | 3         | 3e ronde     | < Eintracht Braunschweig: 2-3                                                                                         |
| 1981/82 | 2. Bundesliga              | II     | 7         | 2e ronde     | < Hamburger SV: 1-5                                                                                                   |
| 1982/83 | 2. Bundesliga              | II     | 5         | 8e finale    | < 1. FC Köln: 1-5 |
| 1983/84 | 2. Bundesliga              | II     | 8         | 2e ronde     | < 1. FC Bocholt: 1-3                                                                                                  |
| 1984/85 | 2. Bundesliga              | II     | 9         | 1e ronde     | < 1. FC Köln: 0-8 |
| 1985/86 | 2. Bundesliga              | II     | 6         | 1e ronde     | < FC 08 Homburg: 3-3 / 1-4                                                                                            |
| 1986/87 | 2. Bundesliga              | II     | 7         | finale       | < Hamburger SV: 1-3                                                                                                   |
| 1987/88 | 2. Bundesliga              | II     | 1         | 2e ronde     | < Hessen Kassel: 1-3                                                                                                  |
| 1988/89 | Bundesliga                 | I      | 17        | 1e ronde     | < Karlsruher SC: 1-2                                                                                                  |
| 1989/90 | 2. Bundesliga              | II     | 4         | 2e ronde     | < Werder Bremen: 2-3                                                                                                  |
| 1990/91 | 2. Bundesliga              | II     | 3         | 2e ronde     | < Hessen Kassel: 2-3; Relegation > FC St. Pauli: 1-1 / 1-1 / 3-1                                                      |
| 1991/92 | Bundesliga                 | I      | 17        | kwartfinale  | < Borussia Mönchengladbach: 0-2                                                                                       |
| 1992/93 | 2. Bundesliga              | II     | 15        | 2e ronde     | < Chemnitzer FC: 1-2                                                                                                  |
| 1993/94 | 2. Bundesliga              | II     | 16        | 2e ronde     | < Werder Bremen: 1-2 n.v.                                                                                             |
| 1994/95 | Regionalliga Süd           | III    | 2         | 8e finale    | < Karlsruher SC: 0-2                                                                                                  |
| 1995/96 | Regionalliga Süd           | III    | 1         | 1e ronde     | < FC Bayern München: 0-1                                                                                              |
| 1996/97 | 2. Bundesliga              | II     | 5         | 1e ronde     | < Energie Cottbus: 0-1 n.v.                                                                                           |
| 1997/98 | 2. Bundesliga              | II     | 12        | 2e ronde     | < SV Meppen: 1-4 |
| 1998/99 | 2. Bundesliga              | II     | 13        | 2e ronde     | < Tennis Borussia Berlin: 2-4                                                                                         |
| 1999/00 | 2. Bundesliga              | II     | 14        | halve finale | < Werder Bremen: 1-2                                                                                                  |
| 2000/01 | 2. Bundesliga              | II     | 17        | 1e ronde     | < SV Wehen - Taunusstein: 1-2                                                                                         |
| 2001/02 | Regionalliga Süd           | III    | 12        | 1e ronde     | < SpVgg Unterhaching: 1-5                                                                                             |
| 2002/03 | Regionalliga Süd           | III    | 15        | --           | finalist WFV-Pokal > VfL Kirchheim/Teck: 1-2                                                                          |
| 2003/04 | Regionalliga Süd           | III    | 9         | --           | |
| 2004/05 | Regionalliga Süd           | III    | 9         | --           | winnaar WFV-Pokal > Heidenheimer SB: 3-1                                                                              |
| 2005/06 | Regionalliga Süd           | III    | 8         | 1e ronde     | < Hamburger SV: 1-5; winnaar WFV-Pokal > SSV Ulm 1846: 3-3 (7-6 n.s.)                                                 |
| 2006/07 | Regionalliga Süd           | III    | 4         | 2e ronde     | < Hertha BSC: 0-2 |
| 2007/08 | Regionalliga Süd           | III    | 10        | --           | |
| 2008/09 | 3. Liga                    | III    | 20        | --           | |
| 2009/10 | Regionalliga Süd           | IV     | 9         | --           | |
| 2010/11 | Regionalliga Süd           | IV     | 2         | --           | |
| 2011/12 | Regionalliga Süd           | IV     | 1         | --           | |
| 2012/13 | 3. Liga                    | III    | 17        | --           | |
| 2013/14 | 3. Liga                    | III    | 8         | --           | finalist WFV-Pokal > 1. FC Heidenheim 1846: 2-4                                                                       |
| 2014/15 | 3. Liga                    | III    | 4         | 1e ronde     | < Borussia Dortmund: 1-4                                                                                              |
| 2015/16 | 3. Liga                    | III    | 18        | 1e ronde     | < VfL Wolfsburg: 1-4                                                                                                  |
| 2016/17 | Regionalliga Südwest       | IV     | 13        | --           | finalist WFV-Pokal > Sportfreunde Dorfmerkingen: 1-3                                                                  |
| 2017/18 | Regionalliga Südwest       | IV     | 14        | --           | |
| 2018/19 | Oberliga Baden-Württemberg | V      | 2         | --           | < 3e in pd-serie met FC Bayern Alzenau en SV Röchling Völklingen                                                      |
| 2019/20 | Oberliga Baden-Württemberg | V      | 3         | --           | competitie afgebroken i.v.m. coronapandemie.                                                                          |
| 2020/21 | Oberliga Baden-Württemberg | V      | --        | --           | competitie afgebroken i.v.m. coronapandemie. Er wordt geen stand opgemaakt.                                           |
| 2021/22 | Oberliga Baden-Württemberg | V      | 2         | --           | winnaar WFV-Pokal > SSV Ulm 1846: 0-0 (5-4 ns); 2e in pd-serie met SV Eintracht 06 Trier en Eintracht Stadtallendorf. |
| 2022/23 | Oberliga Baden-Württemberg | V      | 1         | 2e ronde     | < Eintracht Frankfurt: 0-2; Ligatopscorer: Kevin Dicklhuber (26); Finalist Landespokal > TSG Balingen: 1-1 (4-5 n.s.) |
| 2023/24 | Regionalliga Südwest       | IV     | 2         | --           | |
| 2024/25 | Regionalliga Südwest       | IV     | 5         | --           | |
| 2025/26 | Regionalliga Südwest       | IV     | .         | --           | |

## Bekende (oud-)spelers
- Jürgen Klinsmann
- Guido Buchwald
- Diant Ramaj
- Ari Hjelm
- Kari Laukkanen
- Erwin van de Looi
- Orlando Smeekes